# Platania (Italië)

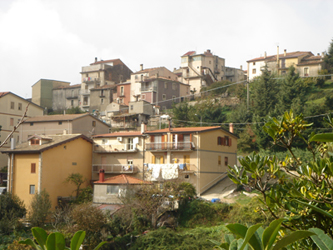
Platania

Platania is een gemeente in de Italiaanse provincie Catanzaro (regio Calabrië) en telt 2359 inwoners (31-12-2004). De oppervlakte bedraagt 24,6 km², de bevolkingsdichtheid is 101 inwoners per km².

## Demografie
Platania telt ongeveer 910 huishoudens. Het aantal inwoners daalde in de periode 1991-2001 met 19,7% volgens cijfers uit de tienjaarlijkse volkstellingen van ISTAT.
| Jaar | Inwoneraantal |
| ---- | ------------- |
| 1991 | 3016          |
| 2001 | 2423          |

## Geografie
De gemeente ligt op ongeveer 750 m boven zeeniveau.
Platania grenst aan de volgende gemeenten: Conflenti, Decollatura, Lamezia Terme, Serrastretta.